# Świercze (gmina)
Świercze (daw. gmina Gołębie; do 1 kwietnia 1986 gmina Świercze Koty) – gmina wiejska w województwie mazowieckim, w powiecie pułtuskim. W latach 1975–1998 gmina położona była w województwie ciechanowskim.
Siedziba gminy to Świercze.
Według danych za rok 2017 gminę zamieszkiwały 4632 osoby.

## Struktura powierzchni
Według danych z roku 2002 gmina Świercze ma obszar 93,04 km², w tym:
- użytki rolne: 84%
- użytki leśne: 8%

Gmina stanowi 11,23% powierzchni powiatu.

## Demografia

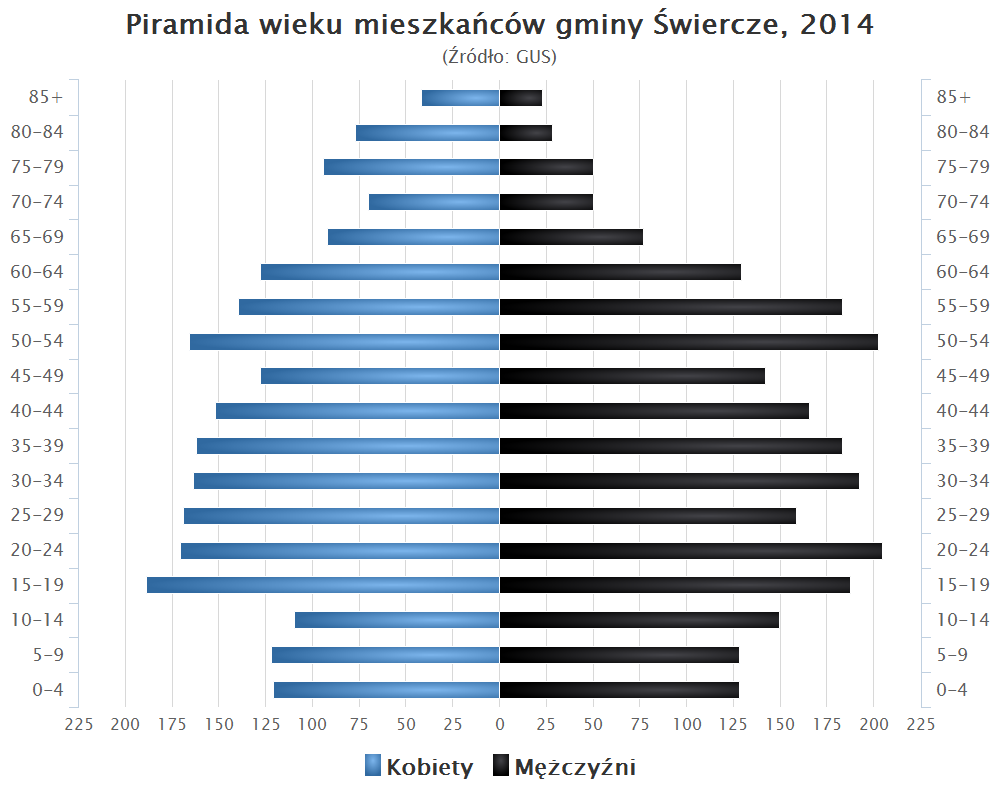
Piramida wieku mieszkańców gminy Świercze w 2014 roku

## Sołectwa
Brodowo, Bruliny, Bylice, Chmielewo, Dziarno, Gaj, Gąsiorowo, Gąsiorówek, Godacze, Gołębie, Klukowo, Klukówek, Kosiorowo, Kościesze, Kowalewice Nowe, Kowalewice Włościańskie, Ostrzeniewo, Pękale, Prusinowice, Stpice, Strzegocin, Sulkowo, Świercze, Świercze-Siółki, Świerkowo, Świeszewko, Świeszewo, Wyrzyki.

## Sąsiednie gminy
Gzy, Nasielsk, Nowe Miasto, Sońsk, Winnica